# Alfred Brunner (Mediziner)
Alfred Friedrich Brunner (* 30. August 1890 in Diessenhofen; † 17. August 1972 in Zürich) war ein Schweizer Chirurg.

## Leben
Alfred Brunner, der Sohn eines Chemikers, besuchte die Kantonsschule Schaffhausen. Anschliessend studierte er Medizin an den Universitäten Zürich, Lausanne, Berlin, Wien und München.
Von 1915 bis 1918 arbeitete er als Assistent von Ferdinand Sauerbruch in Zürich am Kantonsspital. Mit ihm wechselte er 1918 als Oberarzt an die Chirurgische Universitätsklinik nach München. Hier habilitierte er sich 1923 mit der bahnbrechenden Monografie «Die chirurgische Behandlung der Tuberkulose» (erschienen 1924). 1926 folgte er einem Ruf als Chefarzt ans Spital St. Gallen. In dieser Position verbesserte er 1930 die Rippenschere und 1933 die Drahtspannzange. Von 1941 bis 1961 war Brunner als Nachfolger des vorherigen Lehrstuhlinhabers Paul Clairmont ordentlicher Professor an der Universität Zürich und Direktor der Chirurgischen Universitätsklinik Zürich.

## Werk
Alfred Brunner gilt als ein Wegbereiter der Thoraxchirurgie. Seine Methoden führten zu erheblichen Verbesserungen in diesem Operationsbereich. 
Brunner war Träger vieler Auszeichnungen und Ehrungen, zudem war er Mitglied in der Gelehrtengesellschaft Deutsche Akademie der Naturforscher Leopoldina (seit 1952).